# Antonio Puig
Antonio J. del Puig, Barone di La Roda (1º febbraio 1960), è uno scrittore e bibliografo spagnolo.
Ha scritto libri sulla letteratura di ricerca bibliografica, poesie, saggi, romanzi, racconti, aforismi e traduzioni. 
Il suo contributo metodologico principale è di avere studiato da prima volta gli inventari del XV secolo, applicando metodi statistici per studiare gli incunaboli.
Il suo lavoro è stato tradotto in sedici lingue.
(L'ultimo dandy che vive in un mondo che non esiste più, Ignacio Moncada, La Ferita de Aristeo)

## Opere bibliografiche
- (ES)  La Visione del Labirinto, (2009), ISBN 978-84-614-3455-8
- (ES)  Il primo libro stampato in Murcia: Margarita poetica di Albrecht von Eyb, (2010), ISBN 978-84-614-3456-5
- (ES)  L'Arte tipografici in Cartagena, (2004), ISBN 84-609-1938-2 (Tipobibliografia)

## Poesia
- (ES)  Teatro d´amore e leggende, ISBN 84-9821-444-0
- (ES)  La Ferita d´Aristeo, ISBN 978-84-9821-793-3
- (ES)  La Città in Fiamme, ISBN 978-84-614-3458-9
- (ES)  Perle poetiche, ISBN 978-84-614-3460-2
- (ES)  L'Eredità di Mnemosine, ISBN 978-84-614-3907-2
- (ES)  La Sera Sanguinosa, ISBN 978-84-614-3906-5

## Teoria della letteratura
- (ES)  Poetica, ISBN 978-84-614-3902-7

## Saggio letterario
- (ES)  Il primo libro stampato in Cartagena i altri saggi, ISBN 978-84-614-3903-4
- (ES)  Poeti di Cartagena in l'Età d'argento, ISBN 978-84-614-3905-8

## Traduzioni
- (ES)  Antologia della Poesia del Sud degli Stati Uniti, ISBN 978-84-9821-692-9
- (ES)  Antologia delle Poesíe búlgare, ISBN 978-84-614-3458-9
- (ES) Charles Marie René Leconte de Lisle: Selezione di Poesía, ISBN 978-84-614-3457-2